# Sayur Matua (Naga Juang)
Sayur Matua is een bestuurslaag in het regentschap Mandailing Natal van de provincie Noord-Sumatra, Indonesië. Sayur Matua telt 629 inwoners (volkstelling 2010).